# Liên Hiệp, Phúc Thọ
Liên Hiệp là một xã thuộc huyện Phúc Thọ, thành phố Hà Nội, Việt Nam.
Xã có diện tích 426,44ha, xã có 2 thôn là Hạ Hiệp và Hiếu Hiệp, với dân số 10.442 người. 

## Địa lý
Liên Hiệp là xã đồng bằng nằm ở phía Nam của huyện Phúc Thọ, cách thủ đô Hà Nội khoảng 20 km về phía Tây. 
- Phía nắc giáp xã Hiệp Thuận
- Phía nam giáp xã Sài Sơn (huyện Quốc Oai)
- Phía đông giáp xã Đồng Tháp (huyện Đan Phượng) và các xã Minh Khai, Dương Liễu và Cát Quế ( huyệnHoài Đức) với ranh giới tự nhiên là sông Đáy.
- Phía tây giáp các xã Canh Nậu và Dị Nậu ( huyệnThạch Thất).

Có 2 tuyến đường giao thông chính là tỉnh lộ 421, 420 chạy qua địa bàn xã, tạo điều kiện thuận lợi cho xã trong quá trình giao lưu, liên kết với trung tâm thành phố Hà Nội và các huyện, xã lân cận.

## Lịch sử
Liên Hiệp là địa phương hình thành sớm trong quá trình dựng nước và giữ nước của dân tộc. Mảnh đất và con người của Liên Hiệp đã gắn liền với chiến công và tên tuổi của Hai Bà Trưng trong thời kỳ đầu công nguyên, đó là niềm tự hào của người Liên Hiệp qua nhiều thế hệ từ trước đến nay.
        Trong 2 cuộc kháng chiến chống thực dân Pháp và đế quốc Mỹ, nhân dân Liên Hiệp đã đóng góp nhiều cả về nhân lực và vật lực, góp phần vào thắng lợi chung của toàn dân tộc. Xã có 2 Bà mẹ Việt Nam anh hùng, 114 liệt sỹ và hàng chục thương bệnh binh khác. Ghi nhận những đóng góp của Đảng bộ, chính quyền và nhân dân xã Liên Hiệp, HTX Nông nghiệp Hạ Hiệp đã được Đảng và Nhà nước đã tặng thưởng huân chương lao động hạng 3. Ngoài ra các cá nhân và gia đình trong toàn xã còn được tặng thưởng 128 huân, huy chương kháng chiến và nhiều loại khác.
        Liên Hiệp có 2 tôn giáo chính: Đạo Phật và Đạo Thiên Chúa, nhìn chung đều sống hòa thuận, có truyền thống gắn bó, đoàn kết, luôn tích cực sống tốt đời, đẹp đạo.
        Là vùng đất cổ, Liên Hiệp luôn tự hào về những di sản văn hóa kiến trúc của địa phương. Toàn xã có 10 di tích lịch sử - văn hoá, trong đó đình Hạ Hiệp được xếp hạng Di tích quốc gia Đặc biệt năm 2020, đình Hiếu Hiệp và chùa Sẻ là di tích được xếp hạng cấp tỉnh, thành phố. Làng Hiếu Hiệp được công nhận là làng văn hóa giai đoạn 2001 – 2003.

## Kinh tế xã hội
Trong những năm gần đây, kinh tế của xã có những bước phát triển khá, cơ cấu kinh tế chuyển dịch theo hướng tích cực, Nông nghiệp 14%, Công nghiệp - Xây dựng 51,6%, Dịch vụ 34,4%. Tốc độ tăng trưởng kinh tế bình quân đạt 11,8%; thu nhập bình quân đầu người hơn 30 triệu đồng/năm. Sau dồn điền đổi thửa, xã đã tập trung chỉ đạo ứng dụng mạnh mẽ tiến bộ khoa học, công nghệ, tổ chức lại sản xuất, nâng cao giá trị trên diện tích canh tác để nâng cao thu nhập và đời sống nhân dân. 
        Về văn hóa xã hội: xã có 75 % hộ gia đình, 50 % số làng, 33 % cơ quan, đơn vị đạt danh hiệu văn hóa. Có 1 trường đạt chuẩn quốc gia; xã đạt chuẩn quốc gia về y tế. 